# Гросштајнхаузен
Гросштајнхаузен (њем. Großsteinhausen) општина је у њемачкој савезној држави Рајна-Палатинат. Једно је од 84 општинска средишта округа Југозападни Палатинат. Према процјени из 2010. у општини је живјело 635 становника. Посједује регионалну шифру (AGS) 7340210.

## Географски и демографски подаци
Гросштајнхаузен се налази у савезној држави Рајна-Палатинат у округу Југозападни Палатинат. Општина се налази на надморској висини од 303 метра. Површина општине износи 4,8 km². У самом мјесту је, према процјени из 2010. године, живјело 635 становника. Просјечна густина становништва износи 131 становника/km².